# Hydrovatus tydaeus
Hydrovatus tydaeus är en skalbaggsart som beskrevs av Olof Biström 1997. Hydrovatus tydaeus ingår i släktet Hydrovatus och familjen dykare. Inga underarter finns listade i Catalogue of Life.